# Forcipomyia delpontei
Forcipomyia delpontei är en tvåvingeart som beskrevs av Cavalieri 1962. Forcipomyia delpontei ingår i släktet Forcipomyia och familjen svidknott. Inga underarter finns listade i Catalogue of Life.